# Georges d'Avenel
Pour les articles homonymes, voir Avenel (homonymie).
Ne pas confondre avec l'historien républicain Georges Avenel.
Le vicomte Georges d'Avenel, né le 2 juin 1855 à Neuilly-sur-Seine et mort le 7 février 1939 à Paris 16e, est un historien et économiste français.

## Biographie
Après avoir fait ses études au collège de Vaugirard, le vicomte d'Avenel commence une carrière de haut fonctionnaire dans l'administration départementale et communale au Ministère de l'Instruction Publique, en 1875, avant d’en démissionner, en 1879, pour protester contre la loi sur les congrégations.
Il devient ensuite polygraphe, occupant notamment des fonctions éditoriales à la Revue des deux Mondes. Son intérêt principal allait à l'histoire économique, domaine dans lequel il produisit son grand-œuvre, l'Histoire économique de la propriété, des salaires, des denrées et de tous les prix en général, depuis l'an 1200 jusqu'en l'an 1800 (1894-1926). Fondé sur la collecte et l'exploitation de cinquante à soixante mille prix d'articles de toute nature, cet ouvrage qui représentait la première véritable histoire quantitative des prix en France, s'il reçut deux prix Rossi de l'Académie des sciences morales et politiques et fut publié, sur recommandation du Comité des travaux historiques et scientifiques, aux frais du ministère de l'Instruction publique, fit néanmoins immédiatement l'objet de vives critiques relatives à son imperfection méthodologique, notamment de la part de ce parangon de la méthode historique qu'était alors Charles Seignobos. S'il fut accueilli fraîchement par les historiens français, il en alla différemment de certains économistes qui utilisèrent ses travaux, de Charles Gide à Ragnar Frisch, en passant par Alfred Marshall ; et l'on trouve encore aujourd'hui chez Jacques Friggit la reprise commentée de son indice du prix des logements à Paris de 1200 à 1800).
Perpétuel candidat à l’Académie française, pour lesquelles il semblait disposer de tous les atouts, argent, situation mondaine hors pair, recommandation des « bien pensants », nombreuses œuvres de valeur, la surabondance même de ses avantages sociaux lui a nui, les uns ne voulant voir en lui que le mondain, l’homme riche, les autres estimant que ses études économiques et historiques n’étaient que de la vulgarisation de compilateur. Les littérateurs voyaient en lui un économiste tandis qu’au jugement des économistes c’était un littérateur amateur. Aux yeux des uns il n’était pas assez sérieux, et, aux yeux des autres il l’était trop. Il était jugé trop aristocrate pour être élu comme écrivain à l’Académie et trop écrivain pour être élu comme aristocrate, quelques médisants allaient même jusqu’à mettre en doute l’authenticité de sa noblesse.
Il avait épousé en 1880 Laura Meinell, fille d'un colonel américain, qui perdit la vie en 1897 dans l'incendie du Bazar de la Charité. Il épousa en secondes noces Delphine Vaïsse, veuve du baron André Reille, à laquelle il survivra également. De son premier mariage naît une fille, qui épouse le baron Gaston de Romanet de Beaune, et de son second mariage naît une seconde fille, qui épousa le prince Éric de Broglie.

## Jugements
« Je me rappelle avoir entendu un soir, dans l’un de ses propres salons, Jules Lemaître, assez pelliculeux, et François Coppée, un peu bohème, dépeindre les jabots du vicomte avec des mots sarcastiques. Ces deux académiciens appréciaient certes la magnificence de ses réceptions où figuraient un Suisse portant hallebarde et des laquais à perruque poudrée et à mollets de carton. Mais voteraient-ils pour lui, jusqu’au dernier tour ? »

— Ludovic Naudeau

## Distinction
- Chevalier de la Légion d'honneur (19 avril 1895)[8]

## Publications
- Lettres du cardinal Mazarin pendant son ministère, publiées par Adolphe Chéruel et  le vicomte Georges d'Avenel, Paris, 1872-1906, 9 vol., Collection de documents inédits.
- Les Évêques et archevêques de Paris, depuis saint Denys jusqu'à nos jours, avec des documents inédits, Tournai, Vve H. Casterman, 1878.
- Les Octrois, en France et à l'étranger, Paris, Guillaumin, 1881.
- Richelieu et la monarchie absolue, Paris, Plon, Nourrit et Cie, 1884-1890, prix Gobert 1889.
- Chansons et chansonniers, 1889.
- Annuaire de la presse française, 1889-1890.
- La Réforme administrative, Berger-Levrault, 1891.
- Histoire économique de la propriété, des salaires, des denrées et de tous les prix en général, depuis l'an 1200 jusqu'en l'an 1800, Impr. nationale, 1894-1926.
- La Fortune privée à travers sept siècles, Paris, Armand Colin, 1895.
- Le Mécanisme de la vie moderne, Paris, Armand Colin, 1896-1905, 5 vol.
- Paysans et ouvriers depuis sept cents ans, Paris, Armand Colin, 1899.
- Étude d'histoire sociale. La noblesse française sous Richelieu, Paris, Armand Colin, 1901.
- Les Français de mon temps, Paris, Plon-Nourrit et Cie, 1904.
- Études d'histoire sociale. Prêtres, soldats et juges sous Richelieu, Paris, Armand Colin, 1907.
- Aux États-Unis : les champs, les affaires, les idées, Paris, Armand Colin, 1908.
- Les Riches depuis sept cents ans : revenus et bénéfices, appointements et honoraires, Paris, Armand Colin, 1909.
- Découvertes d'histoire sociale, 1200-1910, Paris, Flammarion, Bibliothèque de philosophie scientifique, 1910.
- Le Nivellement des jouissances, Paris, Flammarion, coll. « Bibliothèque de philosophie scientifique », 1913, 332 p., in-18 (lire en ligne sur Gallica).
- L'Évolution des moyens de transport ; voyageurs, lettres, marchandises, Paris, Flammarion, Bibliothèque de philosophie scientifique, 1919.
- Les Enseignements de l'histoire des prix, Paris, Payot, 1925.
- Histoire de la fortune française. La Fortune privée à travers sept siècles, Paris, Payot, 1927.
- « Le Goût de l’instruction et son prix depuis trois derniers siècles : l’école primaire », Revue des Deux Mondes, 1929.

### Éditions récentes
- Le Nivellement des jouissances  (préf. Thierry Paquot), Paris, L'Harmattan, 2006, in-8º (ISBN 978-2-29600-888-5, OCLC 75251822, lire en ligne), xiii, 332 p.
- Les plus riches en France. 1200-1900: 700 ans d'évolution, Paris, Archives & Culture, 2024, broché, 144 p.  (ISBN 978-2-35077-460-2)